# Vieux (Tarn)
Vieux is een gemeente in het Franse departement Tarn (regio Occitanie) en telt 168 inwoners (2005). De plaats maakt deel uit van het arrondissement Albi.

## Geografie
De oppervlakte van Vieux bedraagt 7,0 km², de bevolkingsdichtheid is 24,0 inwoners per km².
De onderstaande kaart toont de ligging van Vieux (Tarn) met de belangrijkste infrastructuur en aangrenzende gemeenten.

## Demografie
Onderstaande figuur toont het verloop van het inwonertal (bron: INSEE-tellingen).